# Nébula (Marvel Comics)
Pour les articles homonymes, voir Nebula.
Nebula est un personnage appartenant à l'univers de Marvel Comics. Créé par le scénariste Roger Stern et le dessinateur John Buscema, le personnage de fiction apparaît pour la première fois dans le comic book Avengers #257 en 1985. En version française, sa première apparition est dans Strange no 211 de mai 1988.
Dans l'univers cinématographique Marvel, Nébula est interprétée par l'actrice britannique Karen Gillan à partir du film Les Gardiens de la Galaxie sorti en 2014.

## Biographie du personnage

### Attaque de l'Empire Skrull
La luphomoïde Nebula, redoutable mercenaire et pirate de l'espace, décide de s'emparer du Sanctuaire II, un énorme vaisseau appartenant précédemment à Thanos. Ce dernier étant cru mort à ce moment, elle en profite et se fait passer pour sa petite-fille. Nebula envoie quatre de ses hommes Skunge, Kehl, Gunthar et Levan pour s'emparer du vaisseau. Dans ce dernier, il découvre les Vengeurs, Captain Marvel / Monica Rambeau qui enquêtent sur le vaisseau orbitant dans le système solaire. Les pirates l’emmènent avec eux. Nebula demande à Captain Marvel de se joindre à leur groupe et de les aider dans leur conquête de l'Empire Skrull qui est affaibli par la récente destruction du monde capitale causée par Galactus. Monica Rambeau accepte mais joue un double jeu jusqu'à l'arrivée des Vengeurs qui s'allient aux Skrulls pour repousser les pirates.

### Gant de l'infini
Quand Thanos revient, il accapare toutes les gemmes de l'infini et forme le Gant de l'infini, devenant omnipotent. Le tyran réclame son vaisseau et punit la voleuse en la laissant défigurée et lobotomisée. Elle devient la servante du titan fou,,. Elle réussit à s'emparer du gant du pouvoir un court moment, avant d'être arrêtée par son maître et les héros de la Terre,.

### Transformation
Emprisonnée sur Titan, Firelord et Starfox lui rendent visite. En utilisant ses pouvoirs, Starfox est capable de révéler son passé. Ils découvrent que Nébula a été abusée dans son enfance par son père qu'elle a finalement tué. Le sondage psychique la laisse dans un état catatonique. Elle est libérée de prison par Geatar qui l'emmène voir le Docteur Mandibus. Le médecin la transforme en cyborg,. La pirate, ayant repris conscience, décide de libérer son équipage incarcéré dans la prison spatiale Anvil. Elle est vaincue par le Surfer d'Argent et le Valet de Cœur. Nébula tue son équipage lors de sa fuite,.

### Membre des Graces
Lors du crossover Annihilation, elle fait partie des Graces. Ces dernières sont des guerrières sous les ordres de Gamora, installées sur la planète Godthab Omega. Avec sa coéquipière Stellaris, elle affronte Ronan l'Accusateur. Par la suite, avec les autres Graces, elles défendent leur quartier général contre la vague d'Annihilation. On ne sait pas si elle survit à l'assaut.

## Pouvoirs, capacités et équipement
Le corps de Nébula a été modifié cybernétiquement. Superbe athlète, elle est plus agile, plus forte et plus résistante qu'un être humain normal. Nébula possède des lance-flammes montés sur ses poignets, capables d'incinérer un être humain en quelques secondes. Sa combinaison est équipée d'un engin holographique pouvant la déguiser ou la fondre dans son environnement. Nébula est intelligente et une grande tacticienne.
En outre, même très gravement blessée, ses facultés de récupération sont stupéfiantes. Ses fractures, même déplacées, se réduisent et se réparent en quelques instants mais la douleur ressentie reste épouvantable et n'améliore en rien la haine ressentie par Nebula surtout envers sa sœur Gamora.

## Apparitions dans d'autres médias

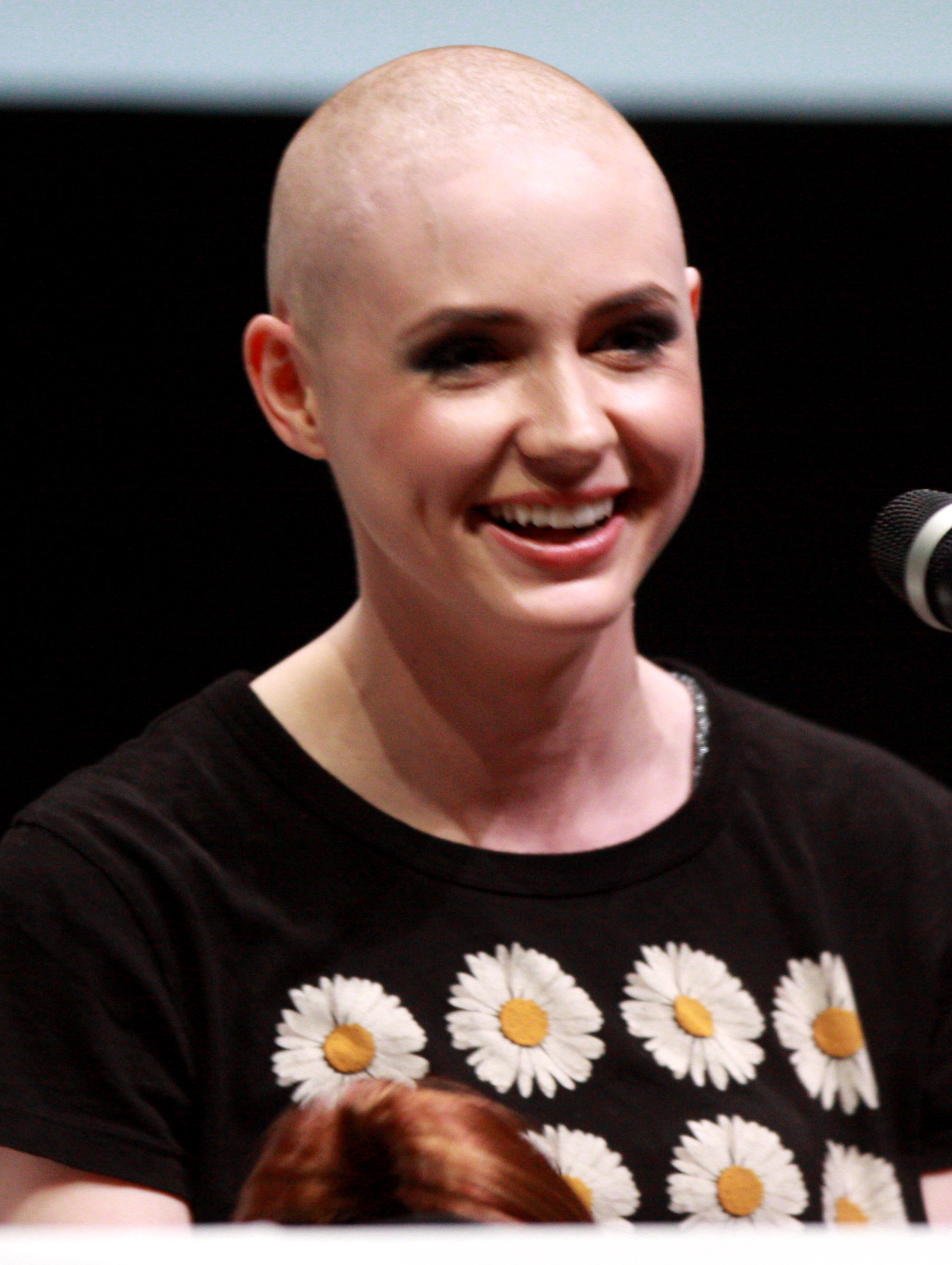
Karen Gillan incarne Nébula dans Les Gardiens de la Galaxie (2014) puis dans plusieurs films de l'univers cinématographique Marvel

Sauf indication contraire, les informations mentionnées dans cette section peuvent être confirmées par la base de données cinématographiques IMDb,  présente dans la section « Liens externes ».

### Univers cinématographique Marvel
Le personnage est interprété par Karen Gillan dans l'univers cinématographique Marvel. Pour avoir l'apparence de la Nébula version cyborg dans le film Les Gardiens de la Galaxie, l'actrice s'est rasée la tête, a porté du maquillage et des prothèses, .
- 2014 : Les Gardiens de la Galaxie réalisé par James Gunn

Comme dans les comics, Nébula est la fille adoptive de Thanos et a pour sœur Gamora. Elle travaille en tant que lieutenant sous les ordres de Ronan l'Accusateur et ils cherchent à détruire tous les faibles de la galaxie. Elle s'allie à Ronan lorsque ce dernier décide de trahir Thanos et de s'emparer de la Pierre du Pouvoir pour lui-même. Lorsque Ronan est défait sur Xandar par les Gardiens de la Galaxie, elle prend la fuite.
- 2017 : Les Gardiens de la Galaxie Vol. 2 réalisé par James Gunn

Le personnage suit ici une évolution plus ou moins surprenante, en passant de rivale à alliée de fortune ; le film nous permet en effet d'en savoir plus sur son passé ainsi que ses sentiments vis-à-vis de son père adoptif, Thanos, et de Gamora, et sous-entend une certaine réconciliation entre les deux sœurs (ce qui est confirmé dans Avengers: Infinity War).
- 2018 : Avengers: Infinity War d'Anthony et Joe Russo

Afin de faire parler Gamora quant-à l'emplacement de la Pierre de l'Âme, Thanos torture Nébula sous ses yeux. Gamora ne supporte pas et ne tarde pas à lui révéler. Lorsqu'Iron Man, Docteur Strange, Spider-Man et les Gardiens de la Galaxie affrontent Thanos sur Titan, elle les rejoint afin d'assouvir sa vengeance contre son père adoptif. C'est elle qui comprend que pour obtenir la Pierre de l'Âme, Thanos a tué Gamora. L'affrontement se solde par un échec et Thanos se rend sur Terre pour y collecter les pierres manquantes.
Nébula est l'une des survivantes de « l'Effacement », le claquement de doigt dévastateur de Thanos, se retrouvant ainsi seule avec Tony Stark sur la planète Titan, les autres ayant disparu.
- 2019 : Avengers: Endgame d'Anthony et Joe Russo :

Nébula et Tony quittent Titan grâce au vaisseau des gardiens et voyagent pendant près de trois semaines avant d'atteindre la Terre, aidés de Captain Marvel. Nébula accompagne ensuite les quelques héros rescapés pour récupérer les Pierres d'Infinité des mains de Thanos. Malheureusement, le Titan fou a détruit les pierres afin que personne ne puisse jamais réparer son œuvre. Nébula reconnaît que son père n'est pas un menteur avant de le voir se faire décapiter par un Thor enragé. Cinq ans plus tard les Avengers découvrent un moyen de remonter le temps, ce qui pousse Nébula à se joindre à leur mission de récupérer les pierres dans le passé. Elle fait équipe avec War Machine pour se rendre en 2014 (c'est-à-dire juste à l'époque où Les Gardiens de la Galaxie a eu lieu) et récupérer la Pierre du Pouvoir mais la mémoire techno-organique de Nébula entre en lien avec sa jumelle du passé ce qui alerte le Thanos de 2014. Elle est ensuite capturée par son père adoptif qui la fait ensuite remplacer par la Nébula du passé pour qu'elle puisse amener Thanos et toute son armée dans le futur. Captive, Nébula réussit à convaincre la Gamora du passé de la libérer puis les deux sœurs affrontent la Nébula de 2014 qui a récupéré le Gantelet d'Infinité pour Thanos. Gamora tente de la convaincre de les rejoindre, mais la Nébula de 2014 refuse avant de se faire tuer par elle-même du futur. Celle-ci participe ensuite à la bataille finale, aux côtés des Avengers, contre Thanos, qui se solde par la mort du Titan fou. Nébula assiste plus tard aux funérailles de Tony Stark avec les Gardiens de la Galaxie, qui a dû utiliser les pierres pour détruire Thanos et son armée mais au prix de sa vie.
- 2021-2023 : What If...? (série télévisée d'animation)
- 2022 : Thor: Love and Thunder de Taika Waititi
- 2022 : Les Gardiens de la Galaxie : Joyeuses Fêtes de James Gunn
- 2023 : Les Gardiens de la Galaxie Vol. 3 de James Gunn

### Télévision
- 1998 : Silver Surfer (série d'animation), Nebula est prisonnière avec son équipage dans la "Bibliothèque Universelle" (voix par Jennifer Dale).
- 2009 : The Super Hero Squad Show (série d'animation) - doublée par respectivement Jennifer Dale et Jane Lynch[15]
- depuis 2015 : Les Gardiens de la Galaxie (série d'animation)

### Jeux vidéo
- 1996 : Marvel Super Heroes: War of the Gems[16].
- 2010 : Marvel Super Hero Squad: The Infinity Gauntlet - doublée par Jane Lynch[15].
- 2017 : Guardians of the Galaxy: The Telltale Series : Le personnage suit ici quasiment le même développement que dans les films de l'Univers cinématographique Marvel, en passant d'antagoniste à alliée, de par l'évolution de sa relation avec sa sœur Gamora. Cependant, contrairement aux films, Nébula éprouve un profond attachement à son père adoptif, Thanos.

Dans ce jeu épisodique, les Gardiens réussissent finalement à vaincre Thanos alors que ce dernier tentait de s'emparer d'une ancienne relique Kree. Ils ramènent ainsi sa dépouille aux Cohortes de Nova afin de toucher la récompense. Gamora s'inquiète quant-à la réaction de sa sœur adoptive, Nébula, et tente de reprendre contact avec elle, en vain. Dans l'épisode 2, Nébula lance une attaque à l'endroit où est détenu le corps de Thanos, mais est arrêtée par les Gardiens. Ils lui révèlent alors qu'ils ont besoin de son aide pour traduire des inscriptions Kree gravées sur la relique, ce qu'elle peine à accepter. Nébula mentionne un certain Tar-Voll à l'égard de Gamora, ce qui soulève en elle une violente colère. Plus tard, grâce à un premier flash-back du point de vue de Gamora, nous apprendrons que Tar-Voll était un général dont Nébula devait se débarrasser lors qu'une mission avec Gamora, sous les ordres par Thanos. Voyant sa sœur à terre, Gamora pensa qu'elle avait besoin d'aide et se chargea elle-même de tuer le général, assurant à Nébula qu'elle ne dirait rien à leur père. Mais Nébula se relève et poignarde Gamora. Dans un second flash-back du point de vue de Nébula, nous apprenons que ce qui semblait être un meurtre de sang-froid était en réalité une façon de sauver la vie de sa sœur; en effet, Thanos, qui doutait de l'allégeance de Gamora, avait promis à Nébula de donner à cette dernière une mort lente et douloureuse si elle ne s'en chargeait pas elle-même. Gamora ne fut jamais au courant de cette version de l'histoire, jusqu'à ce que Peter Quill s'en mêle et aide donc partiellement à la réconciliation des deux sœurs.

## Analyse du personnage
Nébula est un archétype de la femme fatale énigmatique. Elle a affronté de grands super-héros terriens membres des Vengeurs, des Quatre Fantastiques ou des extraterrestres puissants comme le Surfer d'Argent, Ronan l'Accusateur ou Thanos. Le personnage de Nébula apparaît après une des nombreuses prétendues morts de ce dernier. Dès ses débuts dans les comics, elle est représentée comme une pirate aux origines énigmatiques. Elle affirme être la petite fille de Thanos. Ses véritables origines et motivations restent obscures et ne sont pas plus explorées par les auteurs qui emploient le personnage par la suite. Lorsque le Titan fou rencontre sa prétendue petite fille, il suggère qu'elle a simplement prétendu à cette filiation sans clarifier plus. Gamora, membre des Gardiens de la Galaxie, est la fille adoptive de Thanos et on apprend dans la série Infinity que le Titan a également un fils. Il n'est donc pas inenvisageable que le Titan possède une famille plus étendue. Dans l'univers cinématographique Marvel, son histoire est plus simple et elle est clairement présentée comme la fille adoptive de Thanos, tout comme Gamora. Leur passé sous la tutelle de Thanos est décrit dans le comic book Marvel's Guardians of the Galaxy Prelude de Dan Abnett et Andy Lanning,.